# Östanskär och södra Arklo
Östanskär och södra Arklo var före 2015 en av SCB avgränsad och namnsatt småort i Sundsvalls kommun. Den omfattade bebyggelse i Östanskär och i södra Arklo i Indals socken. Området räknas från 2015 som en del av tätorten Indal.